# Ferdinand von Ritgen
Ferdinand August Maria Franz von Ritgen est un médecin et un naturaliste prussien, né le 11 octobre 1787 à Wulfen et mort le 14 avril 1867 à Giessen.

## Biographie
Après ses études de chirurgie, il obtient en 1809 l’autorisation d’exercer la médecine interne. Il exerce à Meschede et à Stadtbergen avant de devenir professeur de chirurgie à l’université de Giessen où il enseigne notamment les techniques de l’accouchement. Il fonde en 1816 une école de sages-femmes.
Il étudie également les vertébrés et publie des ouvrages sur les reptiles, les mammifères et les oiseaux. Il fait paraître en 1826 : Versuchte Herstellung einiger Becken urweltlicher Thiere et Versuch einer natürlichen Eintheilung der Vögel. En 1828, il propose une nouvelle classification des reptiles qu’André Marie Constant Duméril (1874-1860) juge durement : « Dans ce système l'auteur a voulu réunir trop de particularités distinctives sous un même nom ; ce qui rend sa méthode tout à fait inadmissible. » (Erpétologie générale, 1834).
Il a également travaillé sur la classification botanique.

## Liste partielle des publications
- Handbuch der Geburtshülfe, 1824.
- Versuchte Herstellung einiger Becken urweltlicher Thiere, 1826.
- Versuch einer natürlichen Eintheilung der Vögel, 1826.
- Die höchsten Angelegenheiten der Seele nach dem Gesetze des Fortschritts, Darmstadt, 1835.
- Das Medicinalwesen des Großherzogthums Hessen in seinen gesetzlichen Bestimmungen, Darmstadt, Leske, 1840-1842.
- Lehr- und Handbuch der Geburtshülfe für Hebammen, 1848.